# としちゃん・大貴のええやんカー!やってみよう!!
『としちゃん・大貴のええやんカー!やってみよう!!』はラジオ関西で2020年10月2日から放送されている経営情報番組。

## 概要
2020年10月2日放送開始。
同番組は「ええやんカー」「やってみよう!!」の実践・活動家であるアスリートと経営者の方々をゲストで招き、パーソナリティを務める株式会社ハヤシコーポレーション代表取締役CEOでパーソナリティの林歳彦と元フジテレビのアナウンサーでスポーツジャーナリストの田中大貴がリスナーの明日へ向かう力をお伝えする経営情報番組。
ゲストは前述以外にもタレントやミュージシャンなどといったジャンルやパーソナリティの林と田中のそれぞれの交遊の中から招くこともある。基本的には2週続けての出演となるがゲストによっては1週のみ出演したりトークが盛り上がり過ぎて2週に入りきらなかった時などは3週連続で出演したりする場合がある。また、パーソナリティの2人は活動の拠点を東京においているがラジオ収録は神戸市にあるラジオ関西本社で実施されている。
兵庫県小野市出身である田中にとって地元である兵庫県をはじめとした関西圏でのレギュラー番組およびラジオのレギュラー番組を持つのはフリー転身後かつフジテレビアナウンサー時代を含めて番組開始時点では初めてであったが番組開始から2年後の2022年10月から同じラジオ関西でセケンテー～僕らは囚われない～が開始されたため初めてではなくなった。
2021年10月4日の放送で開始から1周年を迎えた。

## 放送時間

### 現在
- 月曜 19:30 - 20:00（2021年4月5日から）

### 過去
- 金曜 20:30 - 21:00（番組開始から2021年3月19日まで）

## 出演者
- パーソナリティ
  - 林歳彦（株式会社ハヤシコーポレーション代表取締役CEO）（番組内での名称はとしちゃん）
  - 田中大貴（元フジテレビアナウンサー、現・フリーアナウンサー、スポーツジャーナリスト）（番組内での名称は大ちゃん）[1]